# Pilotrichum filamentosum
Pilotrichum filamentosum là một loài rêu trong họ Pilotrichaceae. Loài này được (Hook.) Brid. mô tả khoa học đầu tiên năm 1827.